# Denis Perger
Denis Perger (* 10. Juni 1993 in Ptuj) ist ein slowenischer Fußballspieler.

## Verein
Perger spielte zunächst beim NK Drava Ptuj, für den er im Alter von 16 Jahren drei Erstligaspiele bestritt. Zu Beginn des Jahres 2010 wurde er für sechs Monate an den italienischen Club FC Parma ausgeliehen, in dessen U-17-Mannschaft er auflief. Es folgte eine Spielzeit mit Ptuj in der Druga Liga. Nach der Auflösung des NK Drava Ptuj 2011 wechselte er in die erste slowenische Liga zum FC Koper, bei dem er zwar regelmäßig im Kader stand, sich aber keinen Stammplatz erobern konnte. Im Sommer 2013 war er unter anderem bei Borussia Dortmund im Probetraining, er unterschrieb jedoch einen Zwei-Jahres-Vertrag beim SC Freiburg. Kurz darauf wurde Perger an den Drittligisten SV Wehen Wiesbaden ausgeliehen, bei dem er zunächst Stammkraft auf der linken Verteidigerposition wurde. In der zweiten Saisonhälfte kam er allerdings nur noch bei der zweiten Mannschaft in der Hessenliga zum Einsatz. Nach Leih-Ende gehörte er ein Jahr lang dem Kader der zweiten Mannschaft des SC Freiburg an, wurde aber nur gelegentlich in der Regionalliga Südwest eingesetzt. Anfang August 2015 wechselte Perger zu Aufsteiger NK Drava Ptuj in die zweite slowenische Liga. Zur Saison 2016/17 wechselte er nach Polen zu Lechia Gdańsk, wo er allerdings ohne Einsatz blieb und den Verein nach einer Spielzeit wieder verließ. Nach über einem Jahr ohne Klub wechselte Perger im November 2018 nach Österreich zum Regionalligisten Deutschlandsberger SC. Für den DSC absolvierte er elf Spiele in der Regionalliga. Nach der Saison 2018/19 verließ er den Verein wieder. Im Februar 2020 schloss er sich dem viertklassigen SV Wildon an.

## Nationalmannschaft
Der Abwehrspieler bestritt insgesamt zwölf Partien für diverse slowenische Jugendnationalmannschaften.